# Zimbabwe Industrial Index
Der Zimbabwe Industrial Index (ZII) ist ein Aktienindex aus Simbabwe und besteht aus rund 56 Unternehmen in acht Sektoren, darunter Konsumgüter, Verbraucherdienstleistungen, Finanzen, Industrie, Gesundheitswesen und Telekommunikation. Er ist einer der vier Hauptindizes der Zimbabwe Stock Exchange und bildet die industriellen Unternehmen des Landes ab.

## Zusammensetzung
Mit Stand 2007 waren folgende Unternehmen abgebildet:
| Symbol      | Unternehmen                     | Branche        |
| ----------- | ------------------------------- | -------------- |
| ABCH        | ABC Holdings                    | Finanzen       |
| AFDIS       | African Distillers              |                |
| AFRICANSUN  | African Sun Limited             | Tourismus      |
| APEX        | Apex Corporation of Zimbabwe    | Dienstleister  |
| ARISTON     | Ariston Holdings                |                |
| ART ZDR     | ART Holdings                    | Papier         |
| ASTRA       | Astra Holdings                  |                |
| BARCLAY     | Barclays Bank                   |                |
| BAT         | British American Tobacco        |                |
| BICAF       | BICC CAFCA LIMITED              |                |
| BORDER      | Border Timbers                  |                |
| CAIRNS      | Cairns Holdings                 |                |
| CAPS        | CAPS Holdings                   | Pharma         |
| CBZH        | CBZ Holdings                    | Mischkonzern   |
| CELSYS      | Celsys Limited                  | Industrie      |
| CFI         | CFI Holdings                    | Mischkonzern   |
| CFX         | CFX Financial Services          | Finanzen       |
| CHEMCO      | Chemco Holdings                 |                |
| CIRCEM      | Circle Cement                   |                |
| COLCOM      | Colcom Foods                    |                |
| COTTCO      | Cotton Company of Zimbabwe      |                |
| DAWN        | Dawn Properties                 |                |
| DELTA       | Delta Corporation               | Mischkonzern   |
| DZLH        | DZL Holdings                    | Industrie      |
| ECONET      | Econet Wireless                 |                |
| EDGARS      | Edgars Stores                   |                |
| FBCH        | FBC Holdings                    | Finanzen       |
| FIDELITY    | Fidelity Life Assurance         | Versicherung   |
| FINHOLD     |                                 |                |
| FML         | First Mutual                    | Industrie      |
| G/BELTINGS  | General Beltings                |                |
| GULLIVER    | Gulliver Consolidated           | Dienstleistung |
| HIPPO       | Hippo Valley                    | Landwirtschaft |
| HUNYANI     | Hunyani Holdings                | Industrie      |
| INNSCOR     | Innscor Africa                  | Mischkonzern   |
| INTERFRESH  | Interfresh                      |                |
| KINGDOM     |                                 |                |
| M&R         | Murray and Roberts              |                |
| MASH        | Mashonaland Holdings            |                |
| MEDTECH     | Medtech Holdings                | Gesundheit     |
| MEIKLES     | Meikles Africa                  | Tourismus      |
| NATFOODS    | National Foods                  |                |
| NICOZDIAMO  | Nicoz Diamond Insurance         |                |
| NMB         | NMBZ Holdings                   |                |
| NTS         | National Tyre Services          |                |
| OK ZIM      | OK Zimbabwe                     | Einzelhandel   |
| OLD MUTUAL  | Old Mutual                      | Versicherung   |
| PELHAMS     | Pelhams Limited                 | Industrie      |
| PGI         | PG Industries                   |                |
| PHOENIX     | Phoenix Consolidated Industries |                |
| PIONEER     | Pioneer Holdings                |                |
| PPC         | Pretoria Portland Cement        |                |
| POWERSPEED  | Powerspeed Electrical           |                |
| RADAR       | Radar Holdings                  | Bau            |
| RED STAR    |                                 |                |
| RTG         | Rainbow Tourism Group           |                |
| SEEDCO      | Seed Company of Zimbabwe        |                |
| STAR AFRICA | Star Africa                     | Lebensmittel   |
| STEELNET    | Steelnet Zimbabwe               | Mischkonzern   |
| TA          | TA Holdings                     |                |
| TANGANDA    | Tanganda Tea                    |                |
| TEDCO       | Tedco Limited                   |                |
| TPH         | Tractive Power Holdings         |                |
| TRUWORTHS   | Truworths                       |                |
| TSL         | TSL Limited                     |                |
| TURNALL     | Turnall Holdings                |                |
| WILLDALE    | Willdale Brick and Potteries    | Bau            |
| ZIMNAT LION | Zimnat Lion Insurance           |                |
| ZIMPAPERS   | Zimbabwe Newspapers             |                |
| ZIMPLOW     | Zimplow Limited                 |                |
| ZHL         | Zimbabwe Reinsurance            |                |